# Loch Fiag
Loch Fiag är en sjö i Storbritannien.   Den ligger i kommunen Highland och riksdelen Skottland, i den norra delen av landet, 800 km norr om huvudstaden London. Loch Fiag ligger 209 meter över havet.  Trakten runt Loch Fiag består i huvudsak av gräsmarker.